# 長榮大學外籍生命案
長榮大學境外生命案，或稱作長榮大學馬來西亞籍女學生命案、馬籍女大生遇害事件，發生於臺南市歸仁區。2020年10月28日晚間，一名就讀長榮大學學士課程三年級的馬來西亞籍女學生，於返回校外宿舍時遭人強擄，性侵殺害後棄屍在高雄市阿蓮區的山區。此案引起台灣及馬來西亞的關注。嫌犯梁育誌在臺灣法院一審、二審中宣判死刑，三審撤銷發回，更一審宣判仍判處死刑，遺棄屍體罪、強制性交未遂罪裁定應執行有期徒刑4年4個月。

## 背景

### 被害人
死者24歲女性，砂拉越诗巫衛理畢理學院（Methodist Pilley Institute）商業管理文憑課程畢業，之後進入台灣長榮大學進修國際商業課程，兩校為姊妹校。2019年8月13日，被害人回到馬來西亞母校開分享會分享留學經驗，指台灣治安良好，鼓勵學弟學妹升學至長榮大學。

### 兇嫌
嫌犯梁育誌，高雄市阿蓮區人，無業，過去曾當過貨車司機，與父母同住。有竊盜前科，曾在2013年闖入民宅被捕，又犯下5起女用內衣褲竊盜案。另又在2020年9月底意圖擄人，因對方掙脫而失敗。

## 經過
被害人於2020年10月28日晚間8點由校園獨自回到校外租屋處，經過臺灣鐵路管理局沙崙支線高架橋長大路附近，沿高架橋下便道往北行走後失去蹤影。
梁姓男子被捕時一度否認犯行，一度辯稱「她被我嚇跑了」之後又改口被害人上車沒多久就跳車逃逸，最後才坦承表示被害人已遭勒斃，並棄置高雄的大崗山附近。
梁姓嫌疑人帶領警方至棄屍現場，現場距離梁嫌住家約十分鐘路程靠近大崗山蓮峰寺，警方發現被害人遺體位在3公尺深的邊坡下。
臺灣橋頭地方檢察署檢察官認定梁嫌涉犯強制性交故意殺人、強盜而故意殺害人等罪嫌，有逃亡及反覆實施犯罪之虞將他聲押禁見，法官裁准羈押但不禁見。
2020年11月21日，被害人的安息禮拜在砂拉越詩巫富貴山莊舉行，儀式由詩巫衛理畢禮學院院長許鈞凱宣告開始，同日骨灰安葬在富貴山莊風景墓園。

## 起訴與審判

### 起訴
2020年11月2日，死者家屬跨海委託中華民國律師公會全國聯合會理事長林瑞成提出訴訟，包括死亡民事訴訟、死亡刑事訴訟及犯罪被害人補償；同年12月25日，橋頭地檢署偵查偵結，凶嫌被依強制性交未遂、強制性交故意殺害被害人、強盜罪而故意殺人、遺棄屍體罪嫌提起公訴，橋頭地檢署偵查後認被告已無教化可能，檢方具體求處死刑。移審法院後，橋頭地方法院法官召開接押庭，諭令梁育誌續押。

### 審判
2022年3月18日，臺灣橋頭地方法院一審判梁育誌依性侵未遂、性侵殺人、強盜殺人、遺棄屍體等罪判死刑。
2023年3月23日，台灣高等法院高雄分院判梁育誌性侵未遂罪2年10個月、遺棄屍體罪2年部分駁回上訴、性侵殺人罪部分仍判處死刑及褫奪公權終身；全案仍可上訴。
2023年5月15日，台灣法院宣判，擄殺大馬女大學生的兇手梁育誌應賠給女大生父母共593萬餘元（約86萬令吉）。
2023年6月14日，台灣最高法院認為二審的事實認定，兇嫌犯罪計畫不包括殺人，但判決理由又稱殺人也是計畫的一部分，兩者有矛盾之處，最高法院認為，原判決事實的認定與理由說明，已有矛盾存在，二審有調查職責未盡之違法，因此將死刑撤銷，發回更審。而梁育誌強制性交未遂、遺棄屍體，則仍維持有期徒刑2年10月、2年定讞。
2025年1月15日，台灣高等法院高雄分院更一審上午9時10分在遠距視訊法庭針對梁育誌涉性侵殺人部分宣判死刑，可上訴。至於遺棄屍體、強制性交未遂罪部分，二審各判處有期徒刑2年及2年10月，非死刑部分最高法院已駁回上訴定讞。至於死刑部分，台灣最高法院於4月18日撤銷判決，發回更審。
2025年4月18日，台灣最高法院認為，更一审没有交代對梁育誌有利的量刑理由，撤銷發回更審。

## 行政处置

### 警察調職
由於2020年9月30日發生類似遭擄走未遂事件，被害人赴歸仁分局大潭派出所報案卻未開三聯單，警方被質疑吃案。臺南市政府警察局局長詹永茂表示已向臺南市市長黃偉哲自請處分，而歸仁分局分局長楊慶裕及轄區大潭派出所所長張忠肯則遭受調職懲處。

### 彈劾懲戒
时任台南市警局歸仁分局長楊慶裕、歸仁分局大潭派出所所長張忠肯，以及警員高武源事后被監察院彈劾，认为3人在处理案件过程中未盡監督責任，違反《公務員服務法》相關規定移送懲戒法院懲處，2022年5月31日懲戒法院对3人處分理据和结果：

## 各界回應

### 長榮大學
被害人遭強擄殺害後，調查發現原來長榮大學有位被害人於上月底（2020年9月30日）在同一地點發生類似遭擄走未遂事件（梁嫌在警訊中坦承「九月底曾在附近要抓人，但徒手拉人拉不走，沒成功」），10月1日女生將事件通知學校，該校校安中心獲知後未依規定進行校安通報，沒有上報教育部（按規定72小時內要通報教育部，但教育部清查半個月的紀錄，不見任何校方通報）亦未有向其他學生發出相關訊息使學生提高警覺、注意安全，中華民國教育部部長潘文忠表示會追究相關人員責任，有民眾認為若當初多點留意就不會是如今這般遺憾下場。
此外有學生向反應校內外路照明不足的問題，總務處回應指校外路燈屬於區公所管轄，學校無管理權，沒有主動介入和積極聯絡區公所要求改善。事後長榮大學表示有向歸仁區公所反映；不過歸仁區公所表示沒有接獲校方通報要求維修路燈。
長榮大學有學生批評學校對維護學生安全「無作為」、校長一直未出面作出回應，「連行政院院長都道歉了，校長至今仍拒絕道歉」。校方表示校長李泳龍目前正忙於聯繫家屬來台事宜，其他問題稍後自會處理，目前校方各項因應事項，委由秘書長管美燕負責。長榮大學秘書長管美燕指出，校安問題校方已召開緊急會議，但命案發生在校外。
長榮大學校牧室發表給教職員的信函表達哀悼，主張信仰能幫助師生們勝過邪惡。秘書長管美燕並振示做好畢業證書等待家屬領取。學校官網也改為灰色調。
長榮大學學務長杜嘉玲與校安中心主任簡德賢教官2人請辭以示負責，後獲校方准辭。校长李泳龙于圣诞节12月25日主动向学校董事会自请处分辞职，总务长颜义文亦辞职。

### 兇嫌父母
嫌犯父母表示盼能当面向被害人的父母道歉。被害人父母11月1日晚上搭机抵台，而嫌犯父母也透过当地里长表示儿子犯下大错，希望真诚当面向被害人父母致歉，盼对方能够接受。

### 其他各界
中華民國總統蔡英文：於10月31日召開國安高層會議，針對此案在會前率領中華民國政府官員進行默哀，並向學生家屬及馬來西亞政府表達歉意。
- 行政院院長蘇貞昌：透過行政院發言人丁怡銘向家屬道歉。[40]
- 中華民國外交部部長吳釗燮強調不管有沒有發生這件事，台灣都是亞洲最友善、最安全的地方。[41]
  - 駐馬來西亞臺北經濟文化辦事處代表洪慧珠以「為母的心」感受到被害人父母的傷痛，她指出：「這是一個需要療癒的過程，他們要堅強，因為還有兩個兒子需要他們照顧。」[42]
- 中華民國內政部部長徐國勇、內政部警政署署長陳家欽：南下處理相關事宜並且公開向家屬致歉。[43]
  - 內政部政務次長陳宗彥：30日傍晚代表部長徐國勇到達臺南市政府警察局歸仁分局，與臺南市政府一同頒發破案獎金給有功員警，感謝各級員警認真辦案，能夠迅速在幾小時內破案，不僅能告慰逝者與家屬，讓國人感到安心、對治安有信心。陳宗彥表示，這其實是偶發事件，尤其警方迅速偵破，國際依然肯定台灣的治安其實是非常良好，同時也會協助家屬來台。[44]
  - 內政部警政署署長陈家钦表示，台南市警局将进行人事调动，但会尊重市长的决定。[45]
- 教育部部長潘文忠：10月31日表示向家屬、馬來西亞道歉，並追究長榮大學相關人員責任。[46]
  - 教育部政務次長劉孟奇：要求重新檢視大學校安。[47]
- 臺南市市長黃偉哲：公開向家屬致歉。[48]
  - 臺南市政府警察局局長詹永茂：表示已向市長黃偉哲自請處分，而歸仁分局分局長楊慶裕則被調整為內勤職務。[49]
- 高雄市市長陳其邁：表示會加強檢驗監視器。[50]
- 新北市市長侯友宜：此案不能全怪警察，市府也有責任，應該要共同面對，從嚴究責，才能將治安工作做到最好。[51]
- 民主進步黨新住民立法委員羅美玲：表示悲痛萬分。[52]
- 中國國民黨立法委員叶毓兰：如要达到“一命换一命”的诉求，除非请大马政府要求将凶嫌引渡到大马受审。[53]
- 台灣民眾黨立法委員邱臣遠：表示台馬關係向來友好密切，留台校友人數更居台灣之冠，學成返馬後更是成為支持台灣的棟樑、維持台馬關係的友好橋樑，而此次事件定會影響日後馬來西亞學生赴台留學意願，呼籲政府對這次的事件一定要痛定思痛，完善社會安全網；並嚴懲失職者及督導不周者以慰死者在天之靈，並挽回馬來西亞全國人民對台灣的信心。[41]
- 長榮大學校長李泳龍：出面向家屬，社會致歉。[54]

- 外交部：向死者家人表達同情和慰問並會給予全面的協助。同时促請所有在台灣深造的大馬學生，經常採取謹慎和提高警覺態度確保自身安全，經常向駐台北馬來西亞友誼及貿易中心保持聯繫[55]。

- 砂拉越首长公署政治秘书程明智（兼人聯黨青年总团长）指出，砂拉越政府将确保到台湾领回不幸在台湾遇害留台生骨灰的父母亲，在返砂拉越行程顺利，無需先在古晉接受隔離，可從吉隆坡直飛詩巫後再隔離。[56]
- 民主进步党主席张庆信（2014年至2018年任东亚特使）：10月30日向台湾执法单位喊话，要求务必严惩查办杀害大马女大学生的嫌犯，以迅速谨慎的态度进行案件调查，除了替受害者讨回公道，更必须让大马留台生的心中疑虑获得解答。[57][58]
- 砂拉越全民团结党主席兼巴旺阿山州议员拿督斯里黄顺舸（英语：Wong Soon Koh）：表示如果家属有需要协助的地方，他在能力范围内一定给予帮忙。[59]
- 留台校友会联合总会（留台联总）会长拿督陈绍厚：敦促台湾司法机关全力侦办遇害命案，严惩杀人兇手。[60]
- 砂拉越留台同学会诗巫省分会主席张济亮：该会及大学会协助家属处理赴台准证等事宜，以及协助处理后事。对此，他呼吁留台生在外出时，必须要注意个人安全，尽量不要落单或是往人潮多的地方走。[61]
- 砂拉越诗巫卫理毕理学院院长许钧凯：带领50多名毕理学院师生与毕理校友会进行白丝带运动，希望透过此活动向大众提倡反暴力女权运动，男女应该平权，性别不应该是评价能力的条件之一的信息，也借此悼念在台湾遇害的校友，也希望公平与公义彰显在世界。[62]
- 被害人父親：痛批：“我不会去看垃圾（嫌犯）一眼。我也不会谅解或原谅他，这是不可能的事，他破坏了我们的家庭，既然嫌犯夺走我女儿的性命，我希望他也赔上他的性命，一命偿一命”。[63][64]

## 外部連結
- 長榮大學公開信 （页面存档备份，存于）